# Scopula adelphata
Scopula adelphata är en fjärilsart som beskrevs av Louis Beethoven Prout 1913. Scopula adelphata ingår i släktet Scopula och familjen mätare. Inga underarter finns listade.